# Ciocende
Ciocende es una aldea española situada en la parroquia de Mercurín, del municipio de Boimorto, en la provincia de La Coruña, Galicia.

## Demografía
| Gráfica de evolución demográfica de Ciocende entre 2000 y 2018 |
|                                                                |
| Datos según el nomenclátor publicado por el INE.               |